# Eloro
Eloro (Έλωρος, Heloros, in greco ed Helorus in latino) è stata un'antica polis siceliota. Il centro, oggi un sito archeologico, è ubicato su una collina (20 metri slm) prospiciente il mar Ionio, a circa 8 chilometri a sud-est di Noto, nell'odierna provincia di Siracusa, poco a nord della foce del fiume Tellaro (allora detto Eloro come la città).

## Storia

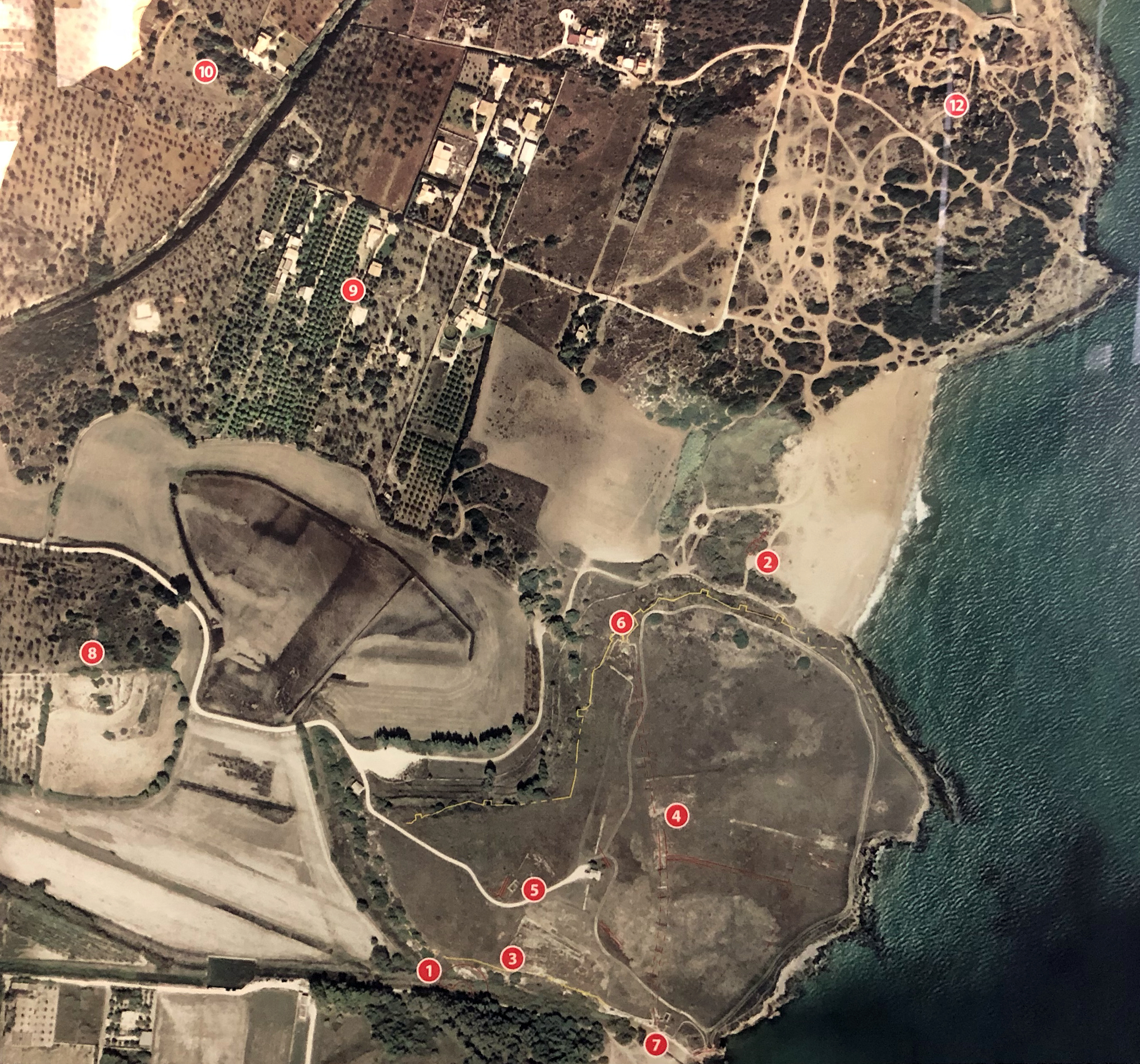
Mappa di Eloro con i principali monumenti

Sappiamo pochissimo della storia di Eloro, almeno fino al periodo romano. La scoperta di ceramica greca databile alla fine dell'VIII secolo a.C. sembra confermare che Eloro fu la prima subcolonia di Siracusa, posta sulla direttrice della più tarda via Elorina, menzionata più volte da Tucidide, strada che metteva in comunicazione Eloro con il centro aretuseo. La più antica menzione di Eloro è in Pindaro (Nemee, IX, 40).
Secondo quanto riportato da Erodoto, nell'alto corso del fiume Tellaro, Ippocrate, tiranno di Gela, sconfisse in battaglia nel 493 a.C. le forze siracusane.
Non lontano da Eloro, i Siracusani sconfissero gli Ateniesi (battaglia dell'Assinaro, del 413 a.C.).
Nel 263 a.C., come ricorda Diodoro Siculo, insieme ad Akrai, Leontinoi, Megara Iblea, Netum e Tauromenion, Eloro fece parte dei possessi riconosciuti dai Romani, impegnati nella Prima guerra punica, a Gerone II di Siracusa.
Nel 214 a.C., come attestato da Tito Livio, Eloro, che era passata ai Cartaginesi, si consegnò senza dar battaglia a Claudio Marcello.
Dalle Verrine di Cicerone ricaviamo che Gaio Verre spogliò completamente la città delle sue opere d'arte e che sulla costa presso Eloro si svolse una battaglia navale che permise ai pirati di distruggere la flotta provinciale (71 a.C.).
La città rimase fiorente anche in epoca bizantina, ma venne quasi completamente distrutta con l'arrivo degli Arabi.

## Edifici

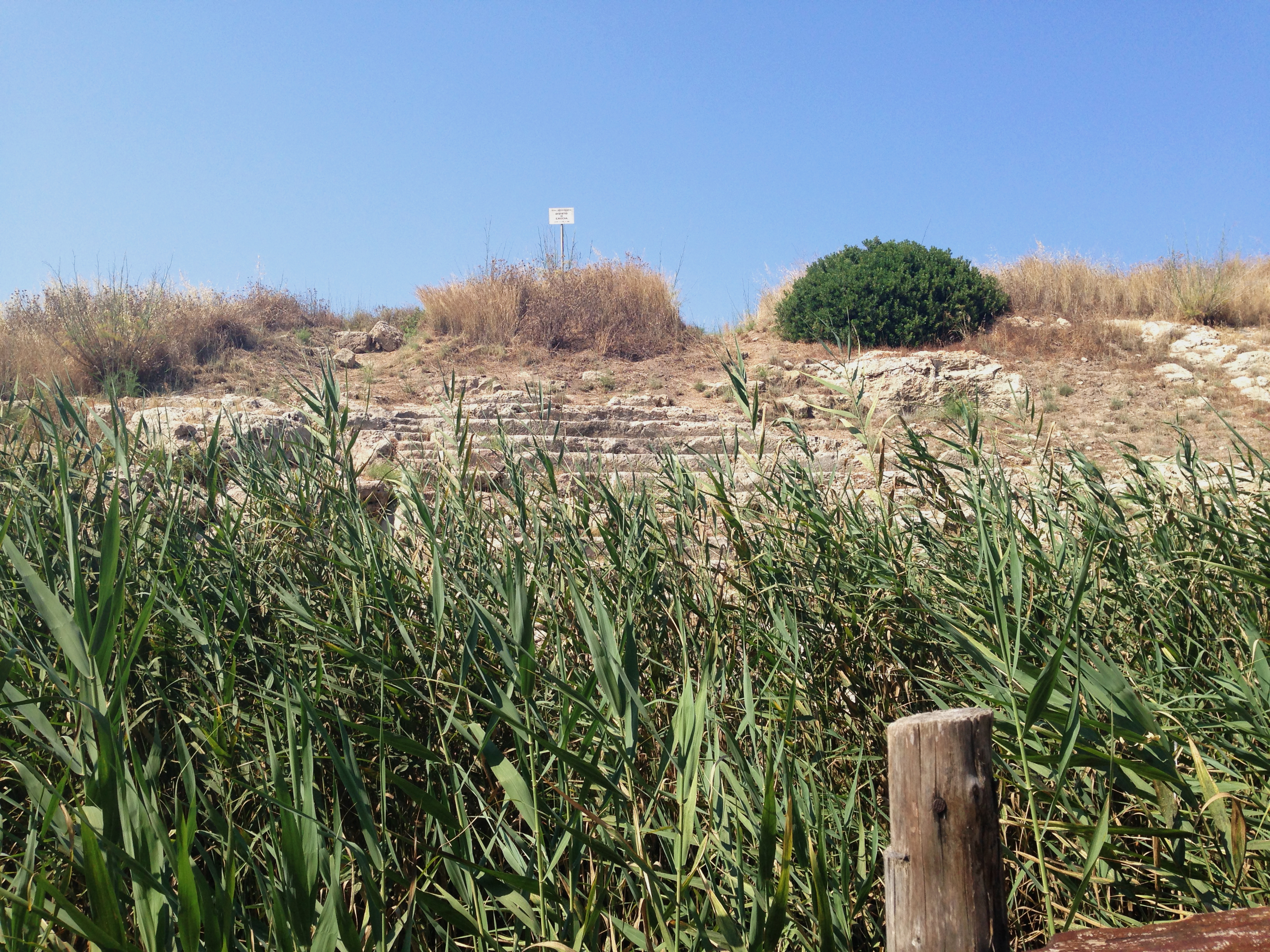
Teatro greco di Eloro del IV sec a.C.

Le mura urbane, datate da Paolo Orsi al V secolo a.C. e successivamente attribuite invece al VI secolo a.C. nella loro fase originaria, furono in seguito ricostruite sopra i resti di quelle più antiche, forse nella seconda metà del IV secolo a.C.
A sud-est, una torre medioevale (Torre Stampace) venne costruita nel 1353 da Blasco Alagona, agli ordini di Pietro d'Aragona, per la difesa della costa: la torre poggia sui resti di una fortezza, citata da Plinio il Vecchio nel I secolo d.C.
Il santuario più importante si trovava all'esterno delle mura: era dedicato a Demetra e Kore e riprende forse un più antico culto indigeno siculo.
Si trovava all'esterno delle mura ed era costituito da diversi ambienti. Il primo impianto risale al VI secolo a.C., ma venne utilizzato fino al III secolo a.C., come testimoniano gli ex voto conservati nel Museo archeologico di Noto. Successivamente il santuario venne trasferito all'interno della città come piccolo tempio in antis e circondato da un porticato (stoà) a tre bracci, dorico in facciata e a due navate.
Il porticato era connesso anche con l'agorà, di cui restano visibili solo le cisterne scavate nella roccia per raccogliere l'acqua piovana. Dalla piazza una via si dirigeva verso il mare a sud-est: insieme ad un'altra via in senso nord-sud definiva gli assi della struttura urbanistica della città. 

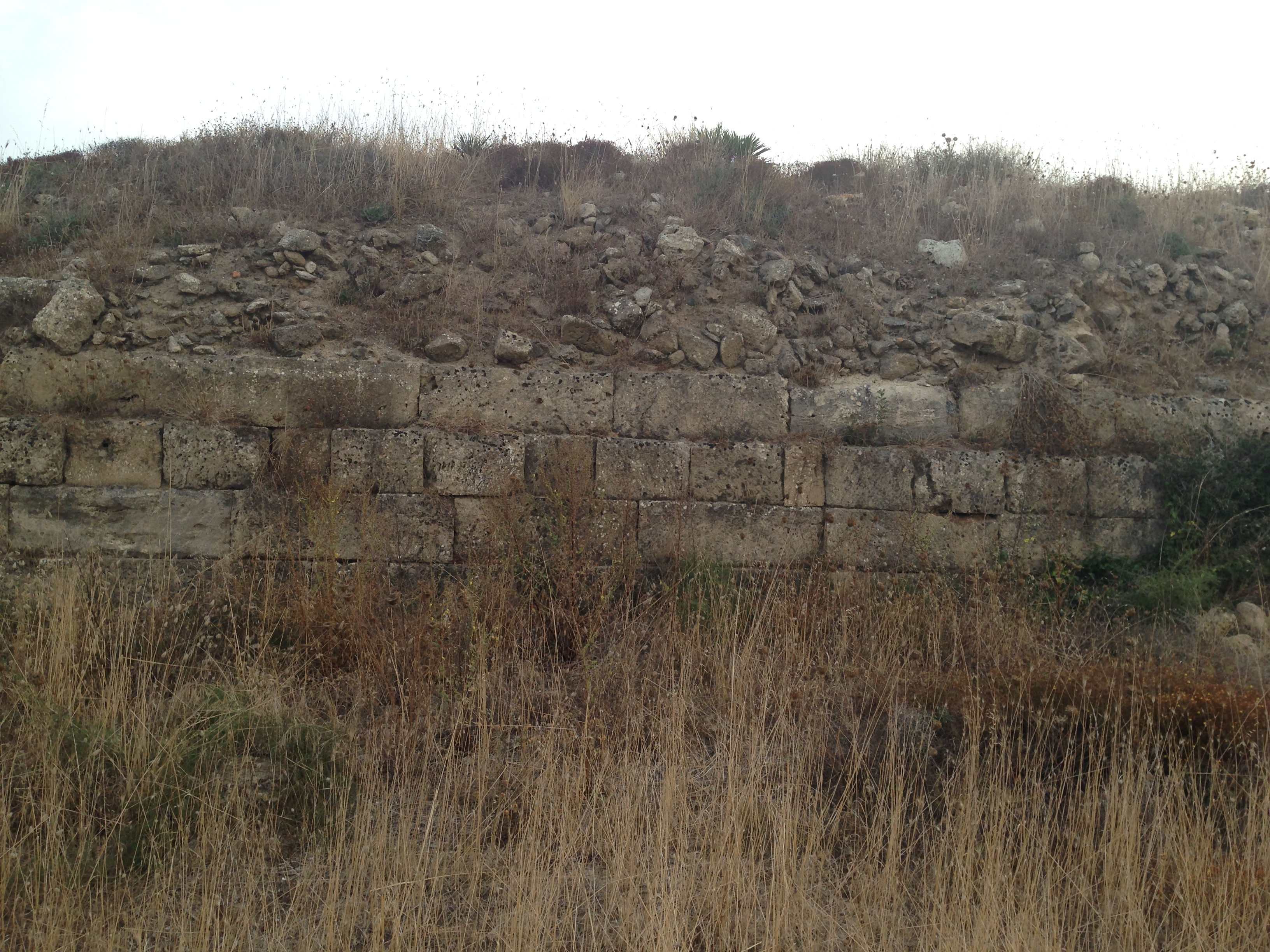
Mura di Eloro (lato nord)

Un santuario forse dedicato al dio Asclepio, del IV secolo a.C., era costituito da un cortile circondato da portici, dove gli ammalati sostavano e dormivano in attesa della visita in sogno del dio, che avrebbe portato alla guarigione.
Nei pressi sorgeva un piccolo thesauròs, ossia un edificio a forma di piccolo tempio in antis, destinato ad ospitare le offerte votive e datato alla seconda metà del IV secolo.
Verso sud, sulle pendici della collina, si trova un teatro greco, in parte scavato nella roccia e in parte costruito, risalente alla fine del IV - inizi del III secolo a.C., in parte intaccato da un canale di bonifica realizzato negli anni trenta.
A nord-ovest si trovava la Colonna Pizzuta, un monumento funerario, costituito da una colossale colonna in rocchi di pietra calcarea (diametro di 3,80 m e altezza ricostruibile in circa 10 m). Nei pressi si trova un ipogeo scavato nella roccia, databile alla seconda metà del III secolo a.C., già visto negli scavi di Orsi nel 1899 e successivamente reinterrato.
Le quattro necropoli cittadine (distinte dagli studiosi moderni con le prime lettere dell'alfabeto) erano situate sul terrazzo roccioso a nord dell'abitato.

## Riserva naturale di Vendicari
Il sito confina con la Riserva naturale di Vendicari, dove è possibile anche vedere tracce dell'antica via Elorina proveniente da Siracusa.

## Criticità
Il sito risulta chiuso da anni a causa della mancanza di custodi e di adeguati requisiti di sicurezza atti alla fruizione. Tuttavia anche la conservazione del sito è molto precaria, la recinzione in alcuni tratti è stata danneggiata e per questa ragione sono presenti degli scavi illegali denunciati dai turisti e dalla gente del posto.